# Papabile
Papabile (z wł. godny pozycji papieża; możliwy, prawdopodobny następca papieża; lm. papabili) – nieoficjalne określenie osób uważanych przez watykanistów za ewentualnych kandydatów na stanowisko papieża. Wyraz ten jest neologizmem i pochodzi od nieistniejącego czasownika papare oznaczającego czynić kogoś papieżem.